# Soko (zangeres)
Soko, artiestennaam van Stéphanie Alexandra Mina Sokolinski (Bordeaux, 26 oktober 1985), is een Franse actrice en zangeres.

## Biografie
Soko is afkomstig uit een Pools-Joods gezin en begon als actrice in een aantal film als Les Irréductibles, Dans les Cordes en Les Diablesses. Haar zangcarrière begon in november 2006, nadat ze het nummer I'll Kill Her op haar MySpace-pagina zette. Dit nummer verspreidde over het internet als een culthit en werd ook door andere media opgepikt. Het nummer I'll Kill Her werd opgemerkt in Denemarken toen het radioprogramma The Black Boy Scouts het begon te draaien. Het bereikte uiteindelijk de eerste plaats in de Deense versie van de iTunes Store Chart. In augustus 2007 begon ook de Australische dj Triple J het nummer te draaien. Binnen een paar dagen was dit het meest aangevraagde nummer op het radiostation. In oktober 2007 werd het nummer gebruikt tijdens de modeshow van Stella McCartney tijdens de Paris Fashion Week.
In februari 2012 kwam onder de titel I Thought I Was An Alien haar eerste album uit.
In 2015 kwam haar tweede album uit My Dreams Dictate My Reality.
In 2017 bracht Soko de single Sweet sound of Ignorance uit.

## Discografie

### Singles
| Single met hitnotering(en) in de Vlaamse Ultratop 50 | Datum van verschijnen | Datum van binnenkomst | Hoogste positie | Aantal weken | Opmerkingen |
| ---------------------------------------------------- | --------------------- | --------------------- | --------------- | ------------ | ----------- |
| I'll kill her                                        | 2007                  | 26-01-2008            | 3               | 11*          |             |

| I Thought I Was An Alien | 2011 |

| First Love Never Die | 2012 |

### Albums
| Album met hitnotering(en) in de Vlaamse Ultratop 200 albums | Datum van verschijnen | Datum van binnenkomst | Hoogste positie | Aantal weken | Opmerkingen |
| ----------------------------------------------------------- | --------------------- | --------------------- | --------------- | ------------ | ----------- |
| I Thought I Was an Alien                                    | 2012                  |                       | 35              |              |             |

## Filmografie

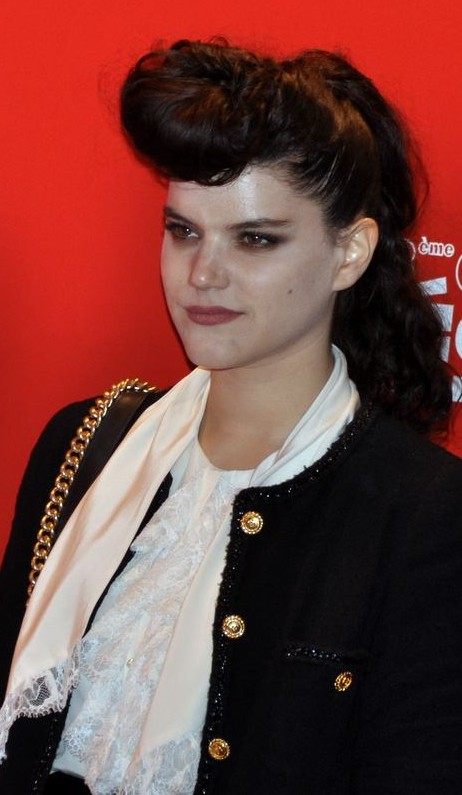
Soko in 2013 op de 38e Césaruitreiking

### Films
- 2004: Au secours, j'ai 30 ans ! - Chloé
- 2006: Les Irréductibles - Lucie
- 2006: Mes copines - Manon
- 2006: Madame Irma
- 2006: Dans les cordes - Sandra
- 2007: Ma place au soleil - Sabine
- 2007: Ma vie n'est pas une comédie romantique - Lisa
- 2009: À l'origine - Monika
- 2012: Bye Bye Blondie - Gloria jeune
- 2012: Augustine - Augustine
- 2013: Les Interdits - Carole
- 2016: Voir du pays
- 2016: La Danseuse - Loie Fuller
- 2021:  Mayday - Gert

### Kortfilms
- 2003: L'Escalier
- 2005: Poesie del Amor - Margot.
- 2011: Mourir auprès de toi- Mina.
- 2014: First Kiss

### Televisie
- 2002: Clara, cet été là (televisiefilm) - Zoé
- 2005: On s'appelle ! (televisieserie) - Clara
- 2006: Louis Page (televisieserie) - Lydia
- 2006: Commissaire Valence (televisieserie'), seizoen 4 - Camille Valence
- 2007: Les Diablesses (televisiefilm) - Eliane/Denise
- 2008: Adrien (televisiefilm) - Sandra